# ژاپن در المپیک تابستانی ۱۹۷۶

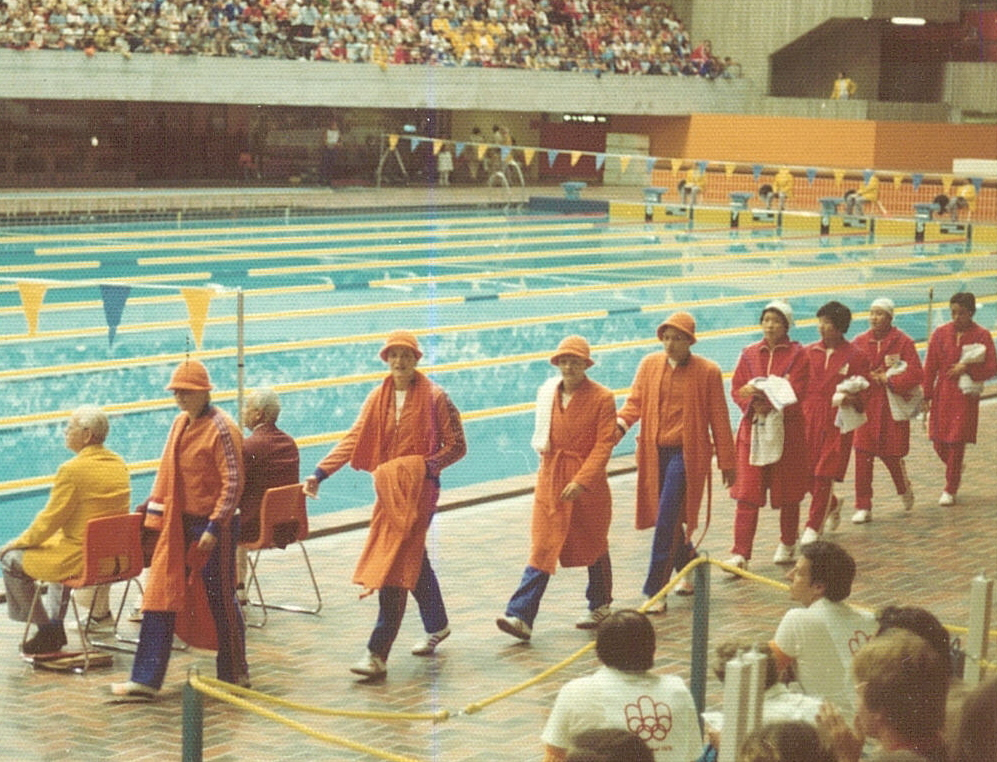
ژاپن در بازی های المپیک تابستانی ۱۹۷۶

ژاپن در بازی‌های المپیک تابستانی ۱۹۷۶ که در شهر مونترال کانادا برگزار شد، کاروان ژاپن با ۲۱۳ ورزشکار در این رقابت‌ها شرکت کرد و موفق به کسب ۲۵ مدال (۹ طلا، ۶ نقره، ۱۰ برنز) شد. در جدول رتبه‌بندی توزیع مدال‌ها، ژاپن در ردهٔ ۵ مسابقات قرار گرفت.